# Ghiacciaio Whitehall
Il ghiacciaio Whitehall è un ampio ghiacciaio lungo circa 27 km situato nella parte nord-occidentale della Dipendenza di Ross, nell'Antartide orientale. Il ghiacciaio Whitehall, il cui punto più alto si trova a circa 450 m s.l.m., si trova sulla costa di Borchgrevink, nella parte orientale dei monti della Vittoria, dove fluisce verso nord-nord-est, scorrendo tra il versante orientale del colle Martin e quello occidentale della penisola Daniell, finché il suo flusso, a cui nel frattempo si è unito quello del ghiacciaio Baker, si unisce a quello del ghiacciaio Tucker al di sopra dell'insenatura di Tucker.

## Storia
Il ghiacciaio Whitehall è stato così battezzato dai membri della spedizione neozelandese di ricognizione geologica antartica svolta nel 1957-58, in virtù della sua vicinanza con i monti dell'Ammiragliato: Whitehall è infatti la strada di Westminster, a Londra, su cui si affaccia l'Admiralty House, abitazione del Primo Lord dell'Ammiragliato britannico.